# Guido Capello Vincentinus
Guido Capello Vincentinus, né à Vicence et mort à Bologne en 1332, est un ecclésiastique et inquisiteur italien.

## Biographie
On ne possède aucun élément précis sur les jeunes années de Guido Capello. On sait qu'il appartenait à la famille des Montebello (son vrai nom était Zorzii de Montebello). Cet ecclésiastique fut nommé prieur au couvent dominicain de Santa Corona de Vicenza en 1295. Rapidement, il fut choisi comme inquisiteur en Lombardie, charge qu'il assuma de 1296 à 1303. Il mena impitoyablement un procès contre Armanno Pungilupi, hérétique de Ferrare en 1301 et dirigea une enquête contre le mouvement cathare à Bologne. D'abord prieur provincial (de 1303 à 1304), Guido Capello devint ensuite évêque de Ferrare, probablement grâce à l'intervention d'Azzo VIII d'Este. À la mort de ce dernier, Capello fut impliqué dans la lutte que se livraient le Saint-Siège et Venise pour contrôler Ferrare. Il mourut à Bologne en 1332. Il nous reste de lui ses correspondances avec le pape Jean XXII et ses multiples œuvres versifiées, dont la Margarita Bibliae est la plus connue.